# Delphinium semiclavatum
Delphinium semiclavatum är en ranunkelväxtart som beskrevs av Sergej Arsenjevitj Nevskij. Delphinium semiclavatum ingår i släktet storriddarsporrar, och familjen ranunkelväxter. Inga underarter finns listade i Catalogue of Life.